# Letiště Helsinky-Vantaa
Mezinárodní letiště Helsinky-Vantaa (IATA: HEL, ICAO: EFHK), (finsky Helsinki-Vantaan lentoasema, švédsky Helsingfors-Vanda flygplats) je největší helsinské letiště a hlavní letiště Finska. Je vzdálené 2 km od centra obce Vantaa a 20 km od centra finské metropole Helsinek. V roce 2018 prošlo letištěm 20,8 milionu cestujících při 94 tisících přistání letadel. Je čtvrtým nejrušnějším letištěm severských států.

## Vybavení a vzhled

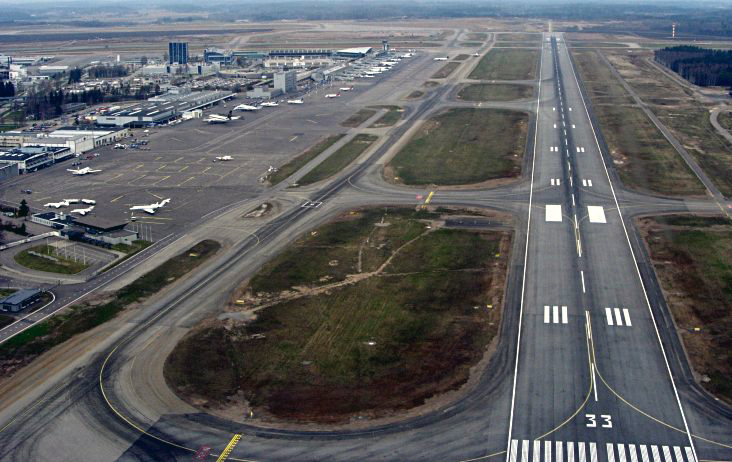
Jedna ze tří ranvejí helsinského letiště

Letiště ve Finsku, vč. helsinského Vantaa, provozuje společnost Finavia.
Letiště Vantaa má tři vzletové a přistávací dráhy. Na letiště mohou přistávat široká letadla, jako např. Airbus A350 nebo Antonov An-225.
Blízko letiště je nově vybudovaný obchodní park, dále také hotely a ubytovny. Nedaleko se nachází Finské letecké muzeum.
Lety jsou situovány do dvou terminálu - vnitrostátní lety do jednoho, mezinárodní do druhého, které jsou od sebe propojeny 250 m dlouhou pěší zónou.

## Doprava
S Helsinkami spojuje letiště Vantaa autobusová linka. Spojení trvá asi 30–45 minut. 
Od července 2015 je cestujcím k dispozici rovněž železniční spojení. Ve špičce jezdí vlaky v taktu 10 minut a cesta na hlavní nádraží v Helsinkách trvá kolem 30 minut.